# ライアン・ラバーンウェイ
ライアン・コール・ラバーンウェイ（Ryan Cole Lavarnway, 1987年8月7日 - ）は、アメリカ合衆国カリフォルニア州バーバンク出身の元プロ野球選手（捕手）。右投右打。
ユダヤ系アメリカ人である。

## 経歴

### プロ入り前
エル・カミーノ・リアル高等学校時代は無名の存在で、野球の奨学金を提示する大学もなかったため、アイビーリーグの名門イェール大学に進学。専攻は古代哲学だった。
大学2年時に外野手から捕手にコンバートされると同時に打撃も開眼し、NCAAディビジョンⅠの首位打者を獲得するまでに急成長した。

### プロ入りとレッドソックス時代
2008年のMLBドラフト直前に右手首を痛めて指名順位が落ち込んだが、6巡目（全体202位）でボストン・レッドソックスから指名され、入団した。
2010年は、A+級セイラム・レッドソックスとAA級ポートランド・シードッグスで22本塁打、102打点をマークし、アンソニー・リゾと共にレッドソックスからマイナーの最優秀打者として表彰を受けた。
2011年は、AA級ポートランドとAAA級ポータケット・レッドソックスで合計32本塁打を放った。8月18日のカンザスシティ・ロイヤルズ戦でメジャーデビューを果たした。
2012年は、AAA級ポータケットで8本塁打とパワーを発揮できず、8月に昇格してからも打率1割台と苦戦が続いた。この年は同じくイェール大学出身のクレイグ・ブレスロウもレッドソックスに在籍しており、8月18日にはMLB史上初となるイェール大学出身者同士のバッテリーが実現した。イェール大学出身者がチームメイトになるのは、63年ぶり2度目であった。
2013年8月7日のヒューストン・アストロズ戦では、初先発となったスティーブン・ライトのナックルボールに上手く対応出来ず、メジャータイ記録となる1イニング4捕逸を記録した。
2014年3月7日にレッドソックスと1年契約に合意した。3月28日にAAA級ポータケットに配属され、開幕を迎えた。この年はA・J・ピアジンスキーが正捕手として定着し、またピアジンスキー移籍後もクリスチャン・バスケス、デビッド・ロスが主に起用されたため、メジャーに昇格しても捕手としての出場はなく、一塁手や代打として9試合の出場にとどまった。オフの11月25日にパブロ・サンドバルの加入に伴ってDFAとなった。

### オリオールズ時代
2014年12月5日にウェイバー公示を経てロサンゼルス・ドジャースへ移籍したが、12月11日にDFAとなった。12月19日にウェイバー公示を経てシカゴ・カブスへ移籍したが、23日にウェイバー公示を経てボルチモア・オリオールズへ移籍した。
2015年1月9日にDFAとなり、傘下のマイナーに配属されたが、この年は開幕ロースター入りを果たした。オリオールズでは10試合に出場したが、5月26日にDFAとなった。

### ブレーブス時代
2015年5月30日にアトランタ・ブレーブスとマイナー契約を結んだ。6月15日にメジャー契約となりアクティブ・ロースター入りした。27試合に出場して打率.227、2本塁打、6打点を記録した。10月9日に40人枠から外れる形でAAA級グウィネット・ブレーブスへ配属された後、11月24日にマイナー契約で再契約し、2016年のスプリングトレーニングも招待選手として参加することになった。
2016年は開幕からAAA級グウィネットでプレーし、25試合に出場して打率.276、10打点を記録した。5月13日に自由契約となった。

### ブルージェイズ傘下時代
2016年5月27日にトロント・ブルージェイズとマイナー契約を結んだ。傘下のAA級ニューハンプシャー・フィッシャーキャッツでプレーし、66試合に出場して打率.262、6本塁打、38打点、1盗塁を記録した。オフの11月7日にFAとなった。

### アスレチックス時代
2016年11月21日にオークランド・アスレチックスとマイナー契約を結び、2017年のスプリングトレーニングに招待選手として参加することになった。3月には2017 ワールド・ベースボール・クラシック（WBC）にイスラエル代表として出場し、1次ラウンド・プールAのMVP（最優秀選手）に選出された。開幕はAAA級ナッシュビル・サウンズで迎えたが、7月5日にジョシュ・フェグリーの育休リスト入りに伴い、メジャー契約を結び、アクティブ・ロースター入りした。7月8日にDFAとなり、11日に40人枠から外れる形でAAA級ナッシュビルへ配属された。7月27日に前述のフェグリーの10日間の故障者リスト入りに伴い、メジャー契約を結んでアクティブ・ロースター入りした。8月5日に再びDFAとなり、7日にマイナー契約でAAA級ナッシュビルへ配属された。10月13日にFAとなった。

### パイレーツ時代
2018年1月22日にピッツバーグ・パイレーツとマイナー契約を結び、同年のスプリングトレーニングに招待選手として参加することになった。シーズンでは傘下のAAA級インディアナポリス・インディアンスでプレーし、77試合に出場して打率.288、9本塁打、33打点を記録した。9月4日にメジャー契約を結んでアクティブ・ロースター入りした。オフの11月2日にFAとなった。

### ヤンキース傘下時代
2018年11月7日にニューヨーク・ヤンキースとマイナー契約を結び、2019年のスプリングトレーニングに招待選手として参加することになった。
2019年シーズンは開幕から傘下のAAA級スクラントン・ウィルクスバリ・レイルライダースでプレーしていたが、7月18日に自由契約となった。

### レッズ時代
2019年7月18日にシンシナティ・レッズとメジャー契約を結んだ。7月28日にDFAとなり、30日にマイナー契約で傘下のAAA級ルイビル・バッツへ配属された。8月29日に自由契約となった。

### インディアンス傘下時代
2019年8月30日にクリーブランド・インディアンスとマイナー契約を結び、傘下のAAA級コロンバス・クリッパーズへ配属された。オフの11月4日にFAとなった。またこの年の11月にはイスラエルの市民権を取得した。

### マーリンズ時代
2019年12月18日にマイアミ・マーリンズとマイナー契約を結び、2020年のスプリングトレーニングに招待選手として参加することになった。
2020年8月4日にメジャー契約を結んでアクティブ・ロースター入りした。8月21日にDFAとなり、25日にマイナー契約となった。レギュラーシーズン終了後の10月15日にFAとなった。

### インディアンス時代
2021年2月19日にインディアンスとマイナー契約を結び、スプリングトレーニングに招待選手として参加することになった。6月17日にメジャー契約を結んでアクティブ・ロースター入りした。6月24日にDFAとなり、28日にマイナー契約でAAA級コロンバスへ配属された。7月には東京オリンピック・野球のイスラエル代表に選出された。9月2日に再びメジャー契約を結んでアクティブ・ロースター入りした。9月14日にDFAとなり、16日にマイナー契約でAAA級コロンバスへ配属された。レギュラーシーズン終了後の10月6日にFAとなった。

### タイガース傘下時代
2022年3月14日にデトロイト・タイガースとマイナー契約を結んだ。開幕はAAA級トレド・マッドヘンズで迎え、44試合に出場した。

### マーリンズ傘下時代
2022年6月21日に金銭トレードでマイアミ・マーリンズに移籍した。AAA級ジャクソンビル・ジャンボシュリンプで40試合に出場したがメジャー昇格の機会はなく、シーズン終了後の11月10日にFAとなった。その後はオーストラリアン・ベースボールリーグ（ABL）のメルボルン・エイシズでプレーした。
2023年3月に開催された第5回ワールド・ベースボール・クラシックのイスラエル代表に2大会連続で選出された。第1ラウンドで敗退となったWBC終了後の3月22日に現役を引退することを発表した。

## 詳細情報

### 年度別打撃成績
| 年 度     | 球 団     | 試 合 | 打 席 | 打 数 | 得 点 | 安 打 | 二 塁 打 | 三 塁 打 | 本 塁 打 | 塁 打 | 打 点 | 盗 塁 | 盗 塁 死 | 犠 打 | 犠 飛 | 四 球 | 敬 遠 | 死 球 | 三 振 | 併 殺 打 | 打 率 | 出 塁 率 | 長 打 率 | O P S |
| --------- | --------- | ----- | ----- | ----- | ----- | ----- | -------- | -------- | -------- | ----- | ----- | ----- | -------- | ----- | ----- | ----- | ----- | ----- | ----- | -------- | ----- | -------- | -------- | ----- |
| 2011      | BOS       | 17    | 43    | 39    | 5     | 9     | 2        | 0        | 2        | 17    | 8     | 0     | 0        | 0     | 0     | 4     | 0     | 0     | 10    | 1        | .231  | .302     | .436     | .738  |
| 2012      | BOS       | 46    | 166   | 153   | 11    | 24    | 8        | 0        | 2        | 38    | 12    | 0     | 0        | 0     | 2     | 11    | 0     | 0     | 41    | 4        | .157  | .211     | .248     | .459  |
| 2013      | BOS       | 25    | 82    | 77    | 8     | 23    | 7        | 0        | 1        | 33    | 14    | 0     | 0        | 0     | 1     | 2     | 0     | 2     | 17    | 3        | .299  | .329     | .429     | .758  |
| 2014      | BOS       | 9     | 10    | 10    | 0     | 0     | 0        | 0        | 0        | 0     | 0     | 0     | 0        | 0     | 0     | 0     | 0     | 0     | 3     | 1        | .000  | .000     | .000     | .000  |
| 2015      | BAL       | 10    | 32    | 28    | 1     | 3     | 1        | 0        | 0        | 4     | 0     | 0     | 0        | 0     | 0     | 4     | 0     | 0     | 7     | 1        | .107  | .219     | .143     | .362  |
| 2015      | ATL       | 27    | 74    | 66    | 5     | 15    | 5        | 0        | 2        | 26    | 6     | 0     | 0        | 0     | 0     | 8     | 1     | 0     | 21    | 4        | .227  | .311     | .394     | .705  |
| '15計     | ATL       | 37    | 106   | 94    | 6     | 18    | 6        | 0        | 2        | 30    | 6     | 0     | 0        | 0     | 0     | 12    | 1     | 0     | 28    | 5        | .191  | .283     | .319     | .602  |
| 2017      | OAK       | 6     | 13    | 11    | 0     | 3     | 1        | 0        | 0        | 4     | 2     | 0     | 0        | 0     | 0     | 1     | 0     | 1     | 3     | 1        | .273  | .385     | .364     | .748  |
| 2018      | PIT       | 6     | 6     | 6     | 1     | 4     | 1        | 0        | 0        | 5     | 1     | 0     | 0        | 0     | 0     | 0     | 0     | 0     | 1     | 0        | .667  | .667     | .833     | 1.500 |
| 2019      | CIN       | 5     | 19    | 18    | 4     | 5     | 2        | 0        | 2        | 13    | 7     | 0     | 0        | 0     | 0     | 1     | 0     | 0     | 5     | 0        | .278  | .316     | .722     | 1.038 |
| 2020      | MIA       | 5     | 11    | 11    | 0     | 4     | 0        | 0        | 0        | 4     | 0     | 0     | 0        | 0     | 0     | 0     | 0     | 0     | 2     | 0        | .364  | .364     | .364     | .727  |
| 2021      | CLE       | 9     | 30    | 28    | 2     | 7     | 3        | 0        | 0        | 10    | 0     | 0     | 0        | 0     | 0     | 1     | 0     | 0     | 10    | 0        | .250  | .276     | .357     | .633  |
| MLB：10年 | MLB：10年 | 165   | 489   | 447   | 37    | 97    | 30       | 0        | 9        | 154   | 50    | 0     | 0        | 0     | 3     | 32    | 1     | 3     | 120   | 15       | .217  | .272     | .345     | .617  |

### 背番号
- 60（2011年 - 2012年）
- 20（2013年 - 2014年）
- 34（2015年 - 同年途中）
- 30（2015年途中 - 同年終了、2017年）
- 63（2018年）
- 59（2019年）
- 36（2020年）
- 50（2021年）

### 代表歴
- 2017 ワールド・ベースボール・クラシック・イスラエル代表
- 2020年東京オリンピックの野球競技・イスラエル代表
- 2023 ワールド・ベースボール・クラシック・イスラエル代表